# Mamilla (chi ốc biển)
Mamilla là một chi ốc biển săn mồi, là động vật thân mềm chân bụng sống ở biển trong họ Naticidae, họ ốc mặt trăng.

## Các loài
Các loài thuộc chi Mamilla bao gồm:
- Mamilla melanostoma (Gmelin, 1791)[2]
- Mamilla simiae (Deshayes, 1848)[3]

## Hình ảnh

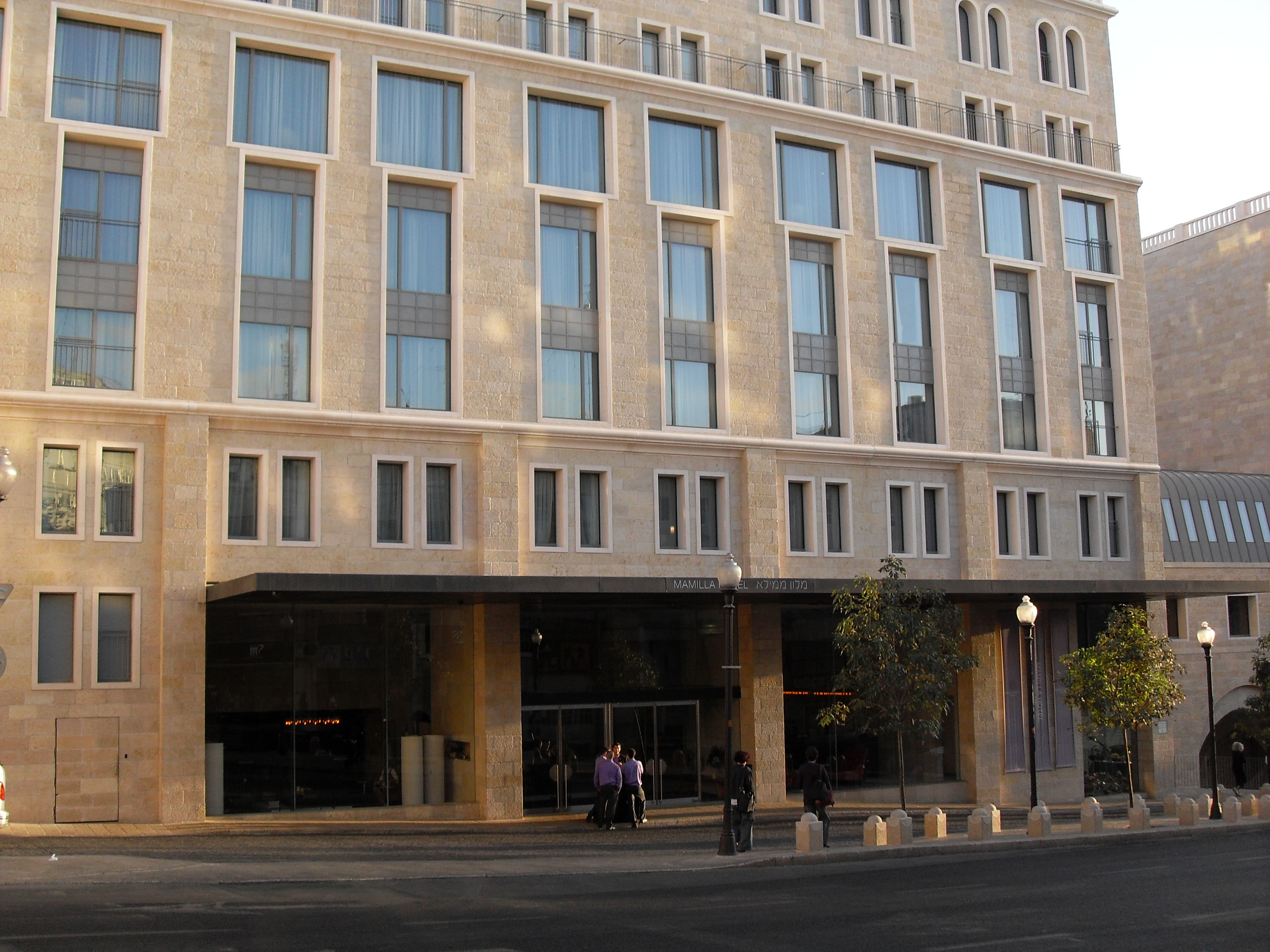
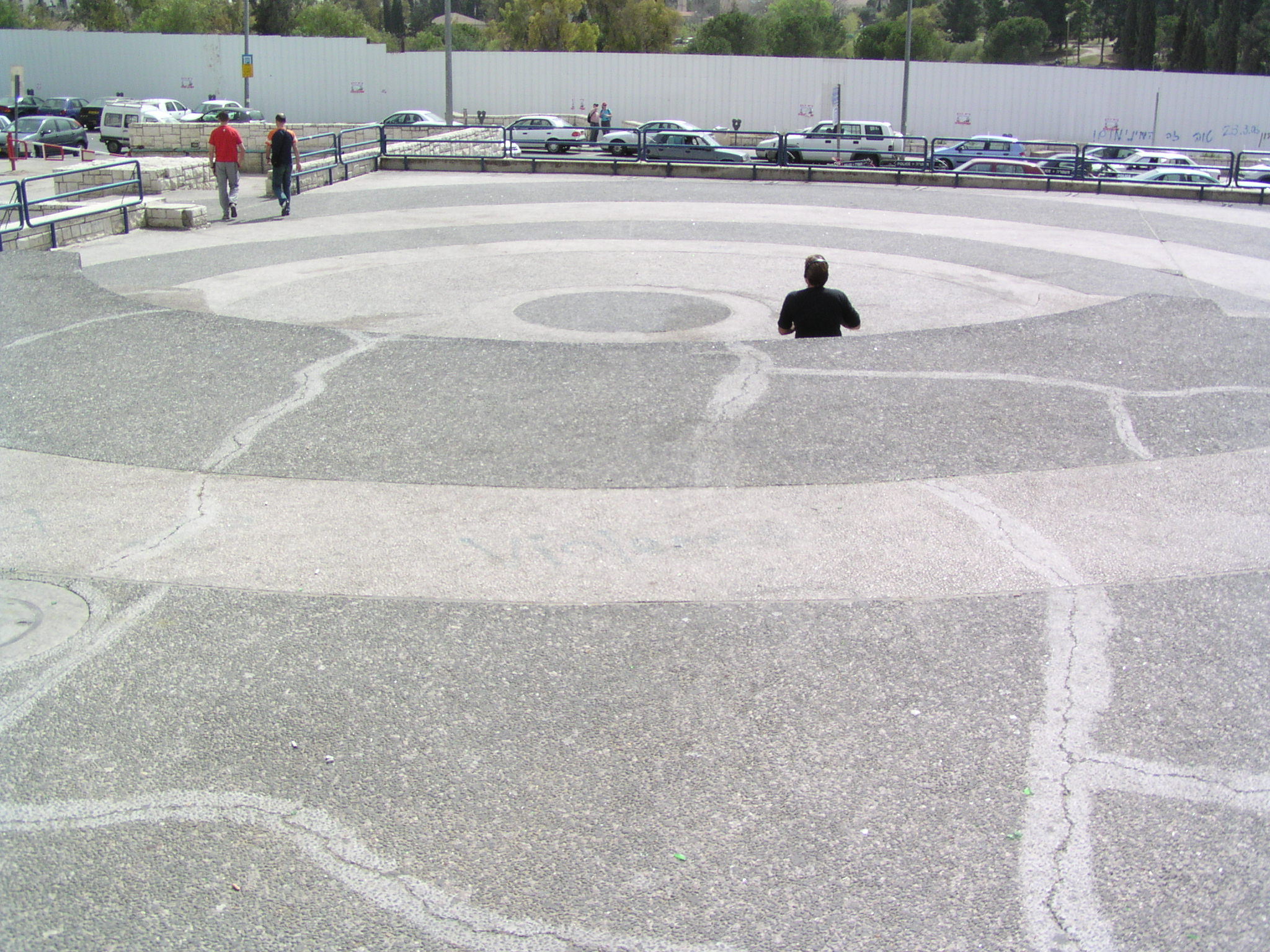
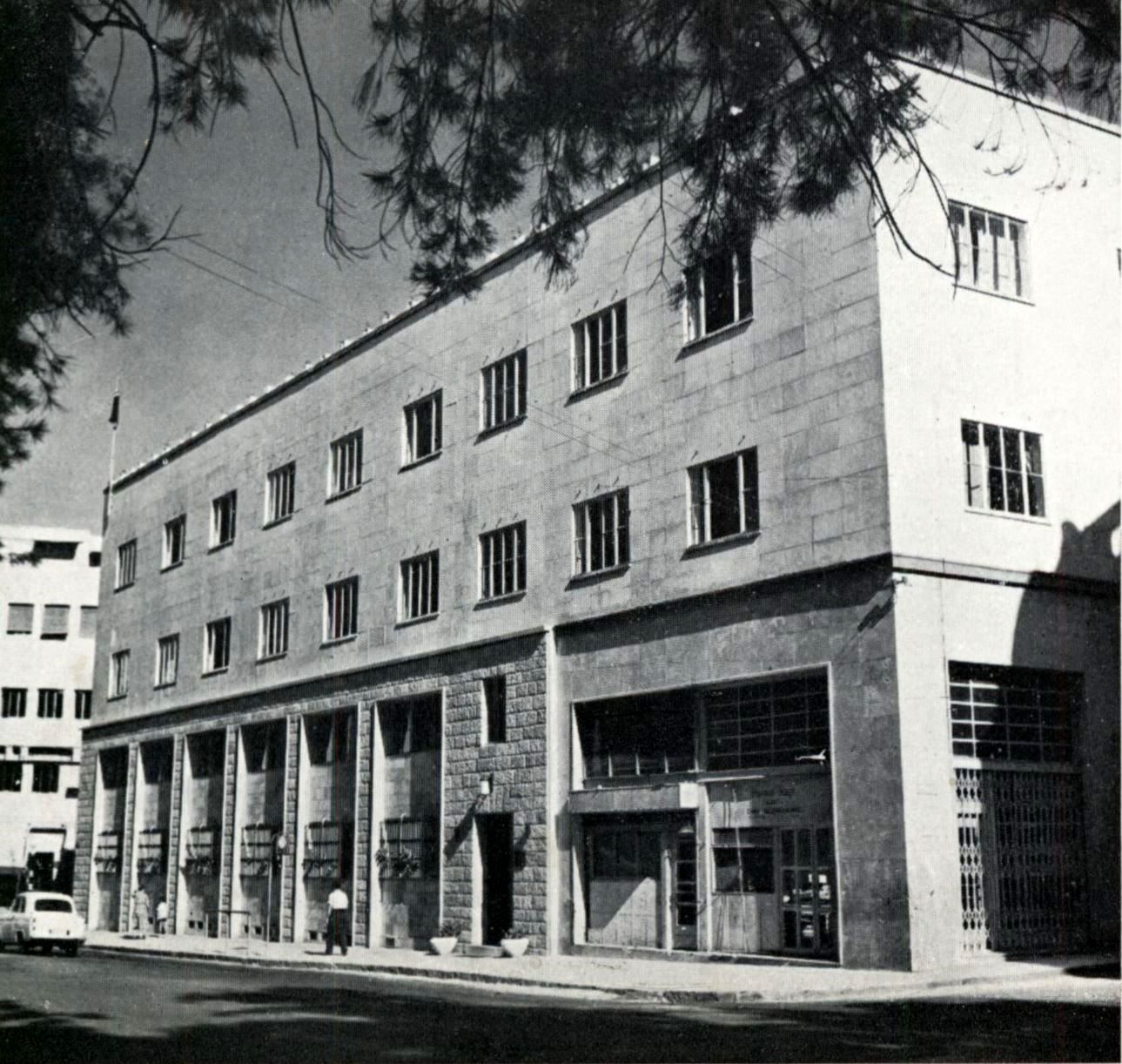
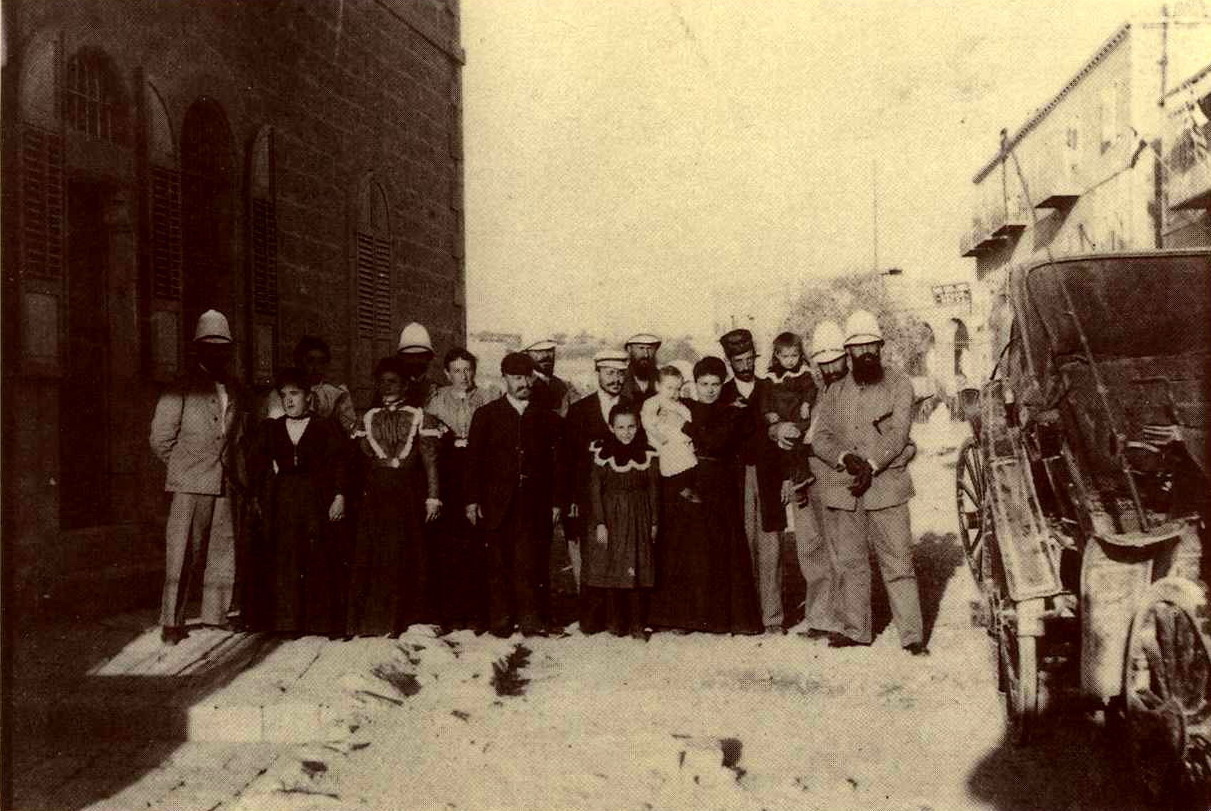